# Aleksine (Vlasotince)
Pour les articles homonymes, voir Aleksine.
Aleksine (en serbe cyrillique : Алексине) est un village de Serbie situé dans la municipalité de Vlasotince, district de Jablanica. Au recensement de 2011, il comptait 36 habitants.
Aleksine est situé à 20 km à l'est de Vlasotince. La population du village vit essentiellement de l'agriculture.

## Démographie
| 1948 | 1953 | 1961 | 1971 | 1981 | 1991 | 2002 | 2011 |
| ---- | ---- | ---- | ---- | ---- | ---- | ---- | ---- |
| 316  | 377  | 340  | 300  | 162  | 89   | 66   | 36   |

|  |